# Zack Space

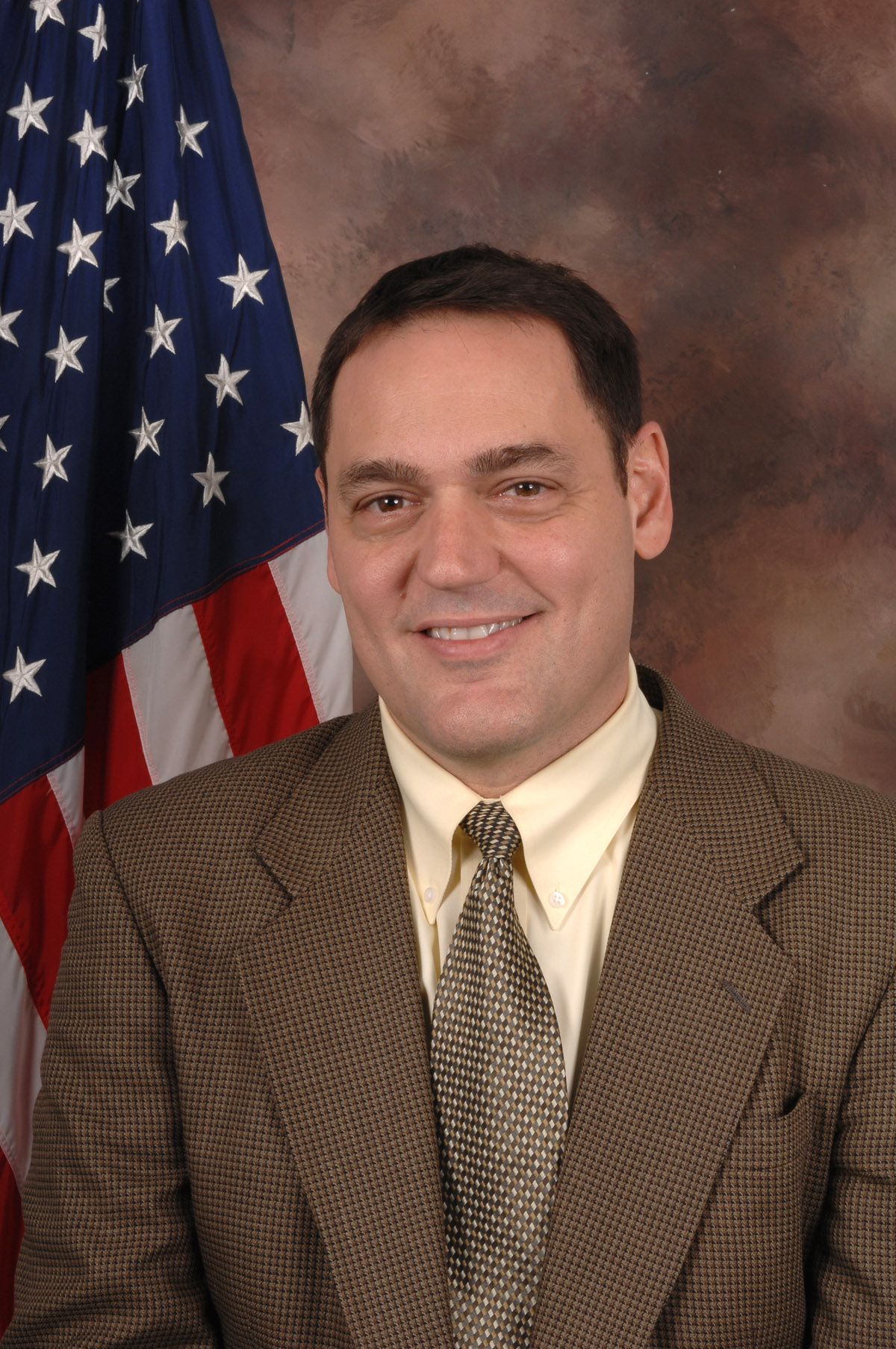
Zack Space

Zachary T. "Zack" Space, född 27 januari 1961 i Dover, Ohio, är en amerikansk demokratisk politiker. Han representerade delstaten Ohios 18:e distrikt i USA:s representanthus 2007–2011.
Fadern Socrates Space tjänstgjorde i Koreakriget i USA:s marinkår. Farfadern Zacharias Space, en grekisk invandrare, hade fått sitt amerikanska medborgarskap efter att ha deltagit i första världskriget.
Zack Space utexaminerades 1983 från Kenyon College. Han avlade 1986 juristexamen vid Ohio State University och inledde därefter sin karriär som advokat i Ohio.
Space gifte sig 1986 med Mary Wade. Paret fick två barn, Gina och Nicholas.
Kongressledamot Bob Ney bestämde sig för att kandidera till en sjunde mandatperiod i representanthuset i mellanårsvalet i USA 2006. Ney vann republikanernas primärval, medan demokraterna nominerade Space. Ney drog senare sin kandidatur tillbaka på grund av Jack Abramoff-skandalen. Republikanerna nominerade Joy Padgett i stället. Padgett drabbades av en mindre skandal som hade med oklara omständigheter kring en konkurs att göra. Ney avgick som kongressledamot några dagar före valet för att förhindra en omröstning om att bli avsatt. Space vann valet med 62 procent av rösterna mot 38 procent för Padgett.
År 2008 omvaldes Space med 60 procent av rösterna mot 40 procent för utmanaren Fred Dailey. I mellanårsvalet i USA 2010 förlorade sedan Space mot republikanen Bob Gibbs.